# Ceriana macleayi
Ceriana macleayi är en tvåvingeart som först beskrevs av Ferguson 1926.  Ceriana macleayi ingår i släktet griffelblomflugor, och familjen blomflugor. Inga underarter finns listade i Catalogue of Life.